# Вале Кастањета (Гросето)
Вале Кастањета је насеље у Италији у округу Гросето, региону Тоскана.
Према процени из 2011. у насељу је живело 23 становника. Насеље се налази на надморској висини од 468 м.